# Sway (músico)
Derek Andrew Safo (Londres, 5 de Setembro de 1982), mais conhecido pelo nome artístico Sway ou Sway DaSafo, é um rapper britânico de origem ganense. É ainda um produtor musical, tendo fundado a Dcypha Productions, assinada à Island/Universal. A faixa "Black Stars" (2008) celebrou artistas de origem ganense que prosperavam na diáspora. "On My Own", o primeiro êxito de Sway, foi divulgada sob o nome Sway DaSafo.

## Discografia
Álbuns de estúdio
- This Is My Demo (2006)
- The Signature LP (2008)
- Deliverance (2015)
- Verses from the Vault (2018)
- Verses from the Vault 2 (2018)
- Songs from the Stash EP (2019)
- Stories from the Safe (TBA)

## Filmografia
- 2011: Top Boy
- 2012: Illegal Activity
- 2012: The Grind
- 2013: The Chase

## Prémios e nomeações
| Prémio                  | Categoria                 | Resultado |
| ----------------------- | ------------------------- | --------- |
| MOBO Awards 2005        | Best Hip Hop              | Venceu    |
| Urban Music Awards      | Best Rap                  | Venceu    |
| Urban Music Awards      | Best Rap                  | Venceu    |
| Ghana Music Awards      | Best UK Act               | Venceu    |
| Blackstars Award        | Best UK Act               | Venceu    |
| Screen Nation Award     | Best Music Act            | Venceu    |
| Official Mixtape Awards | Mixtape Of The Decade     | Venceu    |
| BET Hip Hop Awards      | Best UK Hip Hop Act       | Venceu    |
| Mercury Music Prize     | Album Of The Year         | Nomeado   |
| MOBO Award              | Best Hip Hop              | Nomeado   |
| BET Awards              | Best International Artist | Nomeado   |